# Peig Sayers
Peig Sayers (/ˌpɛɡ ˈsɛərz/; eigentlich Máiréad Sayers; verheiratet Peig Uí Ghaoithín oder Uí Ghuithín; * 1873 in Dún Chaoin, Grafschaft Kerry, Irland; † 8. Dezember 1958 in Daingean Uí Chúis) war eine irische Autorin und Geschichtenerzählerin. Sie galt zu ihrer Zeit als eine der bedeutendsten Geschichtenerzählerinnen ihres Landes. Ihre Autobiographie gilt als eines der größten Werke bzw. Klassiker der irischen Literatur des 20. Jahrhunderts und war lange Zeit Pflichtlektüre für den Irischunterricht an irischen Schulen.

## Leben
Máiréad Sayers wurde in der Ortschaft Baile an Bhiocáire (Vicarstown) bei Dún Chaoin geboren und am 29. März 1873 getauft. Sie war eines von dreizehn Kindern von Peig Ní Bhrosnacháin (anglisiert: Brosnan) und ihrem Mann, dem Kleinbauern und Arbeiter Tomás Sayers. Sie besuchte die Schule in Dún Chaoin und wurde mit 14 Jahren als Dienstmädchen in Stellung gegeben, bis sie aus gesundheitlichen Gründen heimkehrte. Ihre zweite Stelle in einem Haushalt, die sie annahm, um Geld für eine Emigration in die Vereinigten Staaten zu sparen, verließ sie aufgrund schlechter Bedingungen wieder und heiratete 1892 auf Vermittlung ihres Bruders den Bauern und Fischer Pádraig ‘Flint’ Ó Gaoithín von den Blasket Islands, einer Kerry vorgelagerten Inselgruppe. Ihm folgte sie in seinen Heimatort auf Blascaod Mór (anglisiert: Great Blasket), wo sie ihr gesamtes Eheleben verbringen sollte.

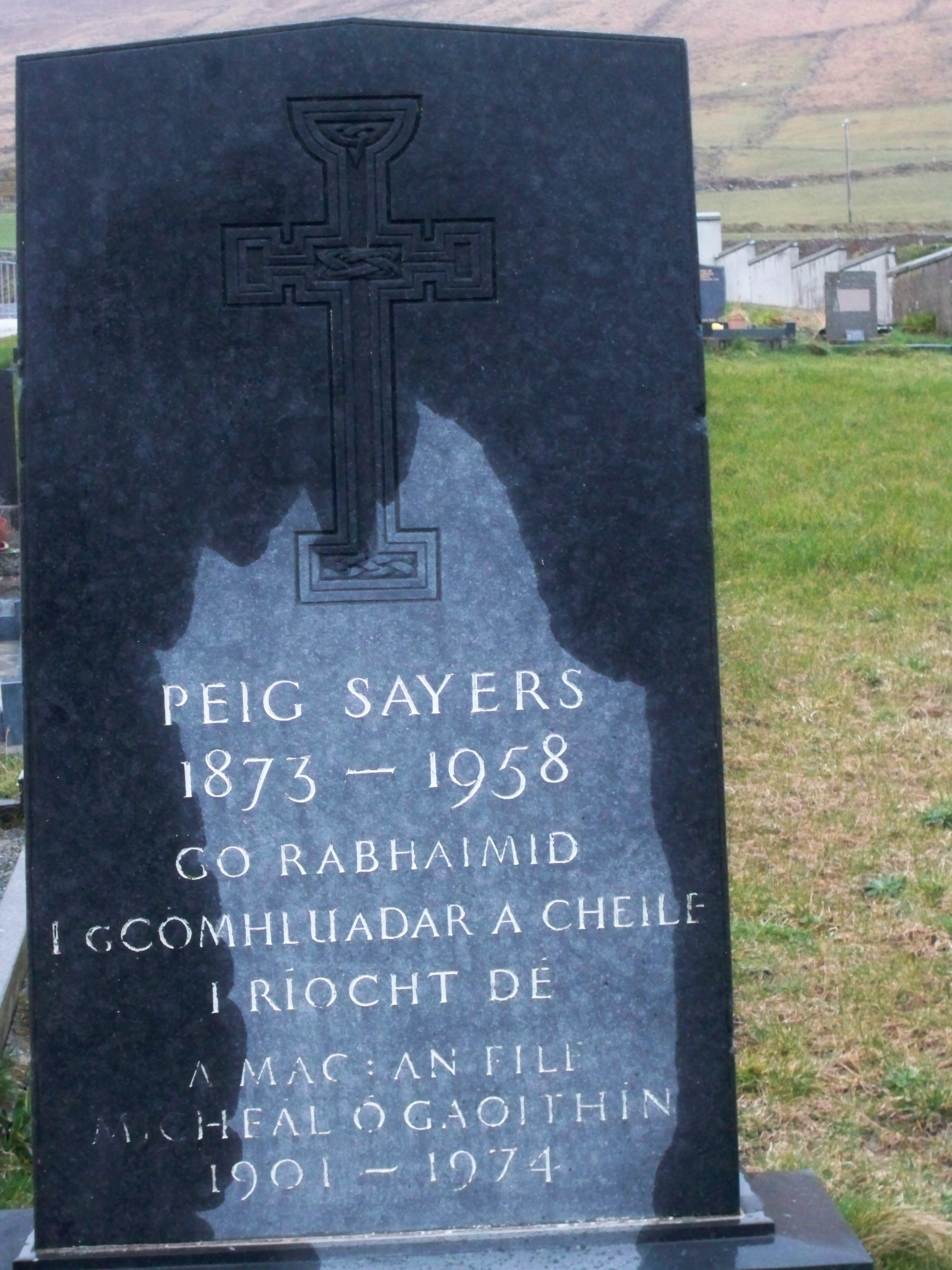
Grabstein von Peig Sayers

Bis 1911 wurden dem Paar zehn Kinder geboren, von denen sechs das Erwachsenenalter erreichten. Einer ihrer Söhne kam durch den Sturz von einer Klippe ums Leben, alle anderen emigrierten in die USA, außer Mícheál. Ihr Ehemann starb in mittleren Jahren, so dass sie als letztes Familienmitglied auf der Insel verblieb.
1942 kehrte Peig Sayers zurück in ihren Heimatort Dún Chaoin, wo sie mit ihrem Sohn Mícheál lebte. Sie starb im Dezember 1958 in einem Krankenhaus in Dingle.

## Werk und Rezeption
Peig Sayers hatte wie viele ihrer Mitmenschen das Schreiben in ihrer Muttersprache nie gelernt. Auf der isolierten Insel (Bevölkerung zu Hochzeiten nur etwa 175 Personen) wiederum hatte sich einerseits die irische Sprache als Kommunikationsmittel erhalten – anders als in vielen anderen Teilen Irlands, wo das Englische dominierte, vgl. Gaeltacht –, andererseits war verschriftlichte Literatur fast unbekannt, die Weitergabe erfolgte ausschließlich in mündlicher Form. So diktierte Sayers, die als die berühmteste und beste Geschichtenerzählerin in ihrer Grafschaft galt, 1936 ihrem Sohn Mícheál ihre Autobiographie. Der Impuls, ihre Biographie niederschreiben zu lassen, kam bei Sayers wie bei den beiden anderen Autoren der so genannten „Blasket-Literatur“ meist von außen. Zum Erfolg der Texte dürfte beigetragen haben, dass Kultur und Lebensart auf den Blaskets genau dem „typischen“ Irland entsprach, dass in dieser Zeit die Grundlage der irischen Sprach- und Nationalbewegung war.
Bereits früh hatten Literaturschaffende von der Hauptinsel Great Blasket besucht und die Aufmerksamkeit der akademischen Welt auf die Geschichten und Erzählungen von Sayers gelenkt. Darunter waren die irische Autorin und Sprachaktivistin Máire Ní Chinnéide, die Sayers’ erste zwei Publikationen redigierte, welche 1936 und 1939 veröffentlicht wurden. Die irische Folklore-Kommission (Irish Folklore Commission) sammelte darüber hinaus 375 Texte unterschiedlicher Länge, wovon 325 nach Diktat verschriftlicht wurden und die restlichen per Diktiergerät aufgenommen wurden. Diese und ein weiteres Konvolut an Volksliedern und Geschichten, Anekdoten, Erinnerungen und anderen Textformen werden am University College in Dublin aufbewahrt.
Peig war bis in die 1990er Jahre Pflichtlektüre an irischen Sekundarschulen, was sie für viele Schülerinnen und Schüler zu einer „Plage und Geißel“ machte; häufig wird das Werk sogar als das „meistverhasste“ ganzer Generationen bezeichnet. Die Assoziation mit dem „Drücken von Schulbänken“ und langweiligem Unterricht und unverständlichen Texten auf der einen Seite sowie der „kulturelle Ballast“ eines Aufwachsens in Irland auf der anderen Seite beeinflussten diese Einstellung zu Werk und Autorin. Erst nach ihrem 50sten Todestag scheint sich eine Neubewertung abzuzeichnen. Zahlreiche Veranstaltungen und Vortragsreihen beleuchteten die Komplexität der Person Peig Sayers hinter dem literarischen Werk. Eine multimediales Theaterprojekt beschäftigte sich 2013 mit der Vielschichtigkeit von Peig Sayers.

„She was literate in English but illiterate, in the “pen and paper” sense in Irish. She is hated and adored and she could be simultaneously funny, irreverent, pious.“

„Sie konnte Englisch schreiben, war jedoch Analphabetin – im Sinne ‚Stift-und-Papier‘ – in der irischen Sprache. Sie ist gehasst und verehrt, und sie konnte gleichzeitig witzig, respektlos und fromm sein.“

## Publikationen
- Máire Ní Chinnéide (Hrsg.): Peig. A scéal féin. Talbot, Dublin 1936.
  - Peig. The Autobiography of Peig Sayers. Talbot, Dublin 1973 (englisch).
  - So irisch wie ich: eine Fischersfrau erzählt ihr Leben. Lamuv-Verlag, Göttingen 1996, ISBN 3-88977-537-3.
- Máire Ní Chinnéide (Hrsg.): Machtnamh Seanamhná. Stationery Office, Dublin 1939.
  - An old woman’s reflections. Oxford University Press, London 1962.
- Irish Folklore Commission (Hrsg.): Scéalta ón mBlascaod. (ed. Kenneth Jackson). Dublin 1939.